# Екіпірування футболістів

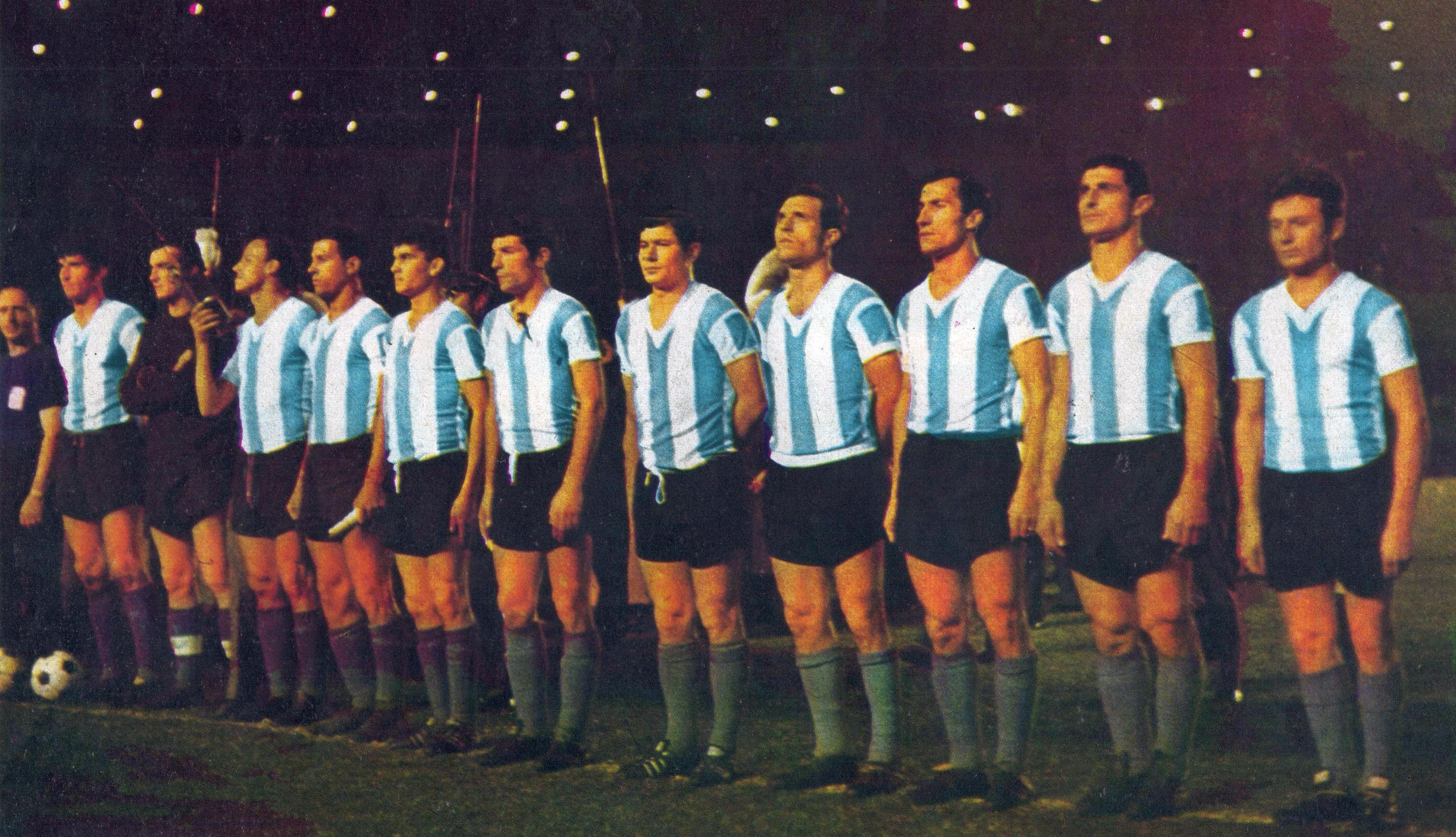
Збірна Аргентини у своїй формі. Рік 1964.

У футбольних правилах Правило 4: Екіпірування гравців визначає, в якому екіпіруванні гравці можуть виходити на поле.

## Обов'язкові елементи екіпірування
- Футболка, обов'язково з рукавами.
- Шорти. Якщо використовуються плавки, вони повинні бути того ж кольору, що і шорти.
- Гетри.
- Щитки.
- Бутси.

Щитки повинні бути повністю закриті гетрами. Вони повинні бути виготовлені з відповідного матеріалу (пластмаса, гума) і повинні забезпечувати достатній ступінь захисту.
Екіпірування воротаря повинно відрізнятися від форми польових гравців та суддів.

## Додаткове екіпірування
Дозволяється додаткове екіпірування за умови, що вона безпечна для самого гравця і для решти: пов'язки, налокітники, наколінники. Воротарі майже завжди носять рукавички (хоча немає правил, які забороняють робити це польовим гравцям). Дозволено носити окуляри для коректування зору і захисту від сонця або прожекторів (за умови, що вони не впадуть і нікого не ранять).

## Заборонене екіпірування
Гравці не можуть одягати ніяке екіпірування, що може бути небезпечним для них, або для інших гравців (включно з ювелірними виробами).
Ювелірні вироби і годинник безумовно заборонені. Заклеювання ювелірних виробів липкою стрічкою вважається недостатнім заходом безпеки. Також заборонені шкіряні і гумові ремені і стрічки.
Заборонено показувати заховані під футболкою гасла або рекламу. За це на гравця накладається штраф організатором змагання.

## Покарання за порушення
Гру зупиняти не обов'язково. Як тільки м'яч опиняється поза грою, гравець виходить з поля і поправляє екіпірування. Як тільки м'яч знову опиняється поза грою, суддя перевіряє екіпірування і дозволяє (або не дозволяє) вийти на поле. Якщо гравець виходить на поле без дозволу судді, йому показується жовта картка.
Після винесення попередження гра поновлюється вільним ударом на користь протилежної команди.

## Запасні гравці
Перевірка правильності екіпірування гравців, що виходять на заміну, входить в обов'язки резервного арбітра. Запасні гравці, що не беруть участь в матчі, повинні знаходитися в тренувальній формі, що відрізняється від футболістів в полі.

## Суддівський склад
Головний суддя, його помічники і резервний суддя надягають екіпірування, що відрізняє їх за кольором від гравців обох команд. Зазвичай використовуються чорний або жовтий кольори. Футболка головного судді має кишеню, для блокнота і карток.